# Міністерство молоді та спорту України
Міністерство молоді та спорту України — центральний орган виконавчої влади, утворений 4 березня 2020 року шляхом реорганізації Міністерство культури, молоді та спорту України.

## Історія
Міністерство молоді та спорту вперше було створено в 1991 році, коли було об'єднано два державні комітети з фізичної культури та спорту та ще один у справах молоді. У 1996 році орган знову розділили. У 2000 році ці два відомства були знову об'єднані разом з Державним комітетом туризму менш ніж на рік. У 2005 році знову було створено Міністерство молоді та спорту, яке пізніше було об'єднано з іншим відомством — Міністерством у справах сім'ї та молоді.
У 1997 — 2005 роках орган був переформований у державний комітет, у 2010 — 2013 роках — у державну службу.
У 2010 році Кабінет Міністрів України на чолі з Партією регіонів у популістський спосіб зухвало оголосив про реорганізацію, роблячи Президенту України Віктору Януковичу імідж «великого реформатора». Об'єднане міністерство повторно об'єднали з Міністерством освіти і науки, молоді та спорту на три роки, а Державне агентство з питань спорту було понижено до Державної служби молоді та спорту. Зрештою, у 2013 році державна служба знову отримала статус міністерства, а з Міністерства освіти зняли цю компетенцію.
Держагентство розвитку туризму зазнало коливань і було перейменоване у 2001 році на Державну туристичну адміністрацію, а згодом, у 2004 році, передане до Міністерства культури.
29 серпня 2019 року реорганізовано в Міністерство культури, молоді та спорту. 4 березня 2020 року виділено в окреме міністерство.

## Критика
У грудні 2001 року голова комітету Марія Булатова в інтерв'ю «Дзеркалу тижня» пояснила, що за часів незалежності України положення про державну установу де-факто було скопійоване з аналогічної установи Української РСР, навіть не враховуючи той факт, що стратегія її розвитку формувалася з Москви Центральним комітетом Комуністичної партії Радянського Союзу та Державним комітетом спорту Радянського Союзу.